# Friedebert Tuglas
Friedebert Tuglas, rodným jménem Friedebert Michelson (2. březen 1886, Ahja – 15. duben 1971, Tallinn) byl estonský spisovatel a literární kritik. Proslavil se zejména svými povídkami, v románech se vracel ke svému dětství (Felix Ormusson, Väike Illimar). Byl představitelem literárních skupin Mladé Estonsko a Siuru.
Do estonské literatury vnesl impresionismus a symbolismus.

## Překlady
Jaro (Kevad). Pochodeň 64, 1975, 69, s. 7. Přel. Miloš Lukáš.
U silnice (Tee ääres). Pochodeň 62, 1973, 238, s. 6–7. Přel. Miloš Lukáš.
Záhada jednoho života. Rudé právo 29. 11. 1969, příl. Haló sobota, s. 8–9. Přel. Oldřich Rafaj.
Zlost (Kikerpilli viha). Pochodeň 61, 1972, 111, s. 6. Přel. Miloš Lukáš.
Žízeň po vědění (Teaduse igatsus). Pochodeň 54, 1965, 291, s. 5. Přel. Miloš Lukáš.
Žízeň po vědění (Teaduse igatsus). Rudé právo 46, 1966, 22, příl., s. 1. Přel. Miloš Lukáš.

## Život
Aktivně se zúčastnil revoluce roku 1905, po níž se musel uchýlit na jedenáct let do exilu, který trávil ve Finsku, Francii, Německu, Belgii i Švýcarsku. Po roce 1917 se vrátil do Estonska a stal se jedním z hlavních hybatelů kulturního dění v nově vzniklé Estonské republice. Byl zakladatelem a prvním prezidentem Estonské unie spisovatelů (1922). Roku 1937 se stal čestným členem estonského PEN klubu. Žil v Tartu, od roku 1944 v Tallinnu. Na konci 40. let ho postihly stalinské represe, ztratil možnost publikovat, jeho rodina se musela přestěhovat do Nõmme. Rehabilitován byl roku 1955.